# Konsumverein Zürich

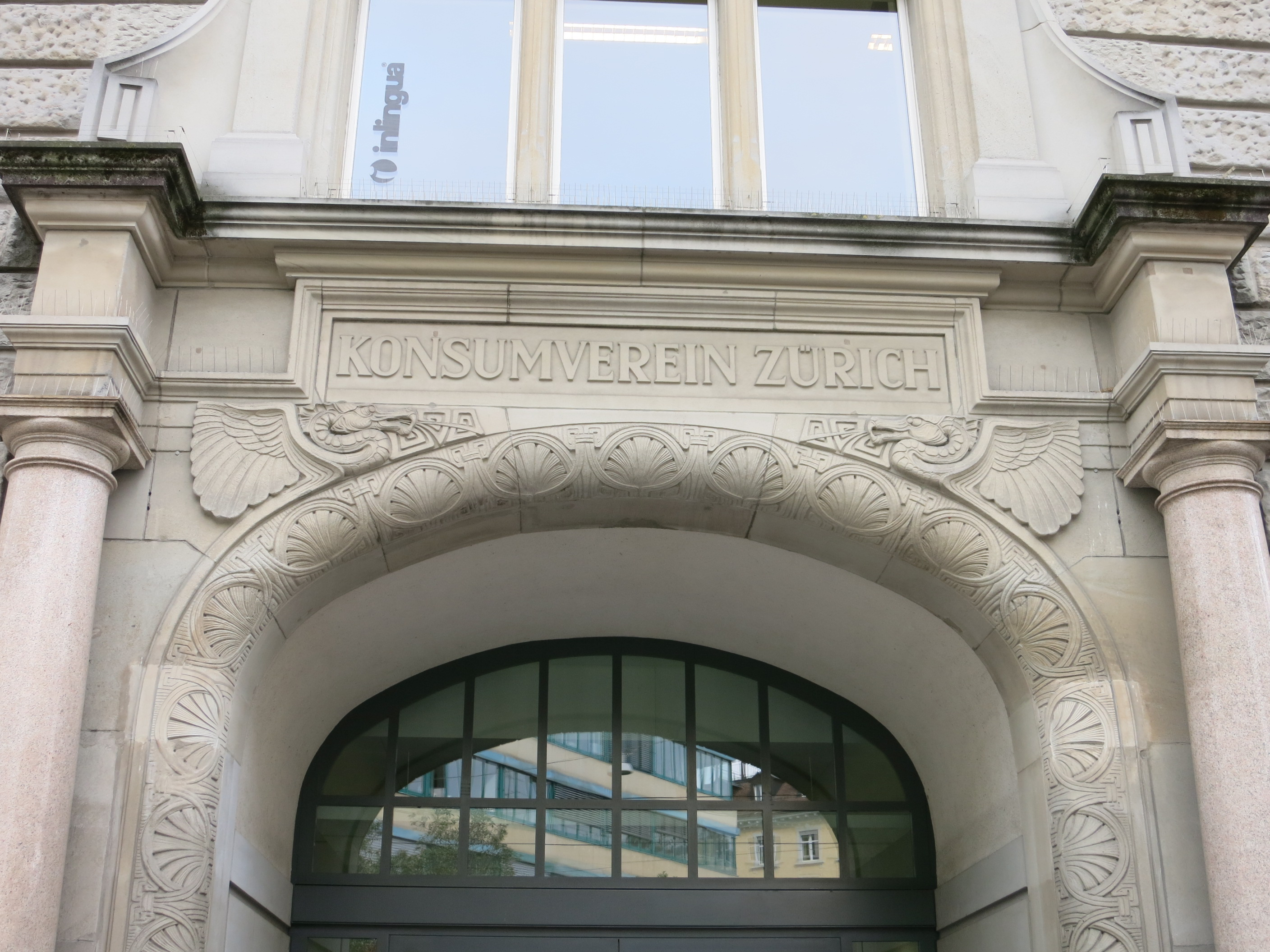
Konsumverein Zürich, Stauffacher

Der Konsumverein Zürich (KVZ) war ein Schweizer Unternehmen im Detailhandel. Das 1851 von acht Grütlianern gegründete Unternehmen trug als erstes den Namen Konsumverein und gilt als älteste wirklich erfolgreiche Konsumgenossenschaft in der Schweiz und auf dem europäischen Kontinent. 1995 wurde der KVZ von Coop übernommen.

## Vorläufer der Konsumvereine
Im 19. Jahrhundert begannen die Konsumenten erstmals ins Marktgeschehen einzugreifen, indem sie Konsumvereine oder -genossenschaften gründeten. Die Vorläufer der Konsumvereine in der Schweiz, die wegen Lebensmittelknappheit und hohen Preisen gegründeten Fruchtvereine, verbreiteten sich ausgehend von der 1839 gegründeten Aktienbäckerei in Schwanden in den Kantonen Glarus, St. Gallen, Schwyz, Bern, Waadt und Genf in der Form von Selbsthilfeorganisationen zur Vermittlung von Brot. Diese Vereinigungen hatten ähnliche Prinzipien wie die 1844 gegründete Gesellschaft der Pioniere von Rochdale, die unter anderem die Warenreinheit (unverfälschte Ware), Barzahlung, Verteilung der Überschüsse aufgrund der getätigten Einkäufe (Rückvergütung), begrenzte Kapitalverzinsung, Bildung von Reserven aus den Überschüssen (Spargenossenschaft), Förderung der Weiterbildung und demokratische Verwaltung (ein Mann, eine Stimme) umfassten.  Der Fabrikarbeiterverein Schwanden liess die Prinzipien von Rochdale 1864 als erster in seine Statuten einfliessen. Die Konsumgesellschaften hatten bis zur Einführung des Obligationenrechts 1881 die Form von Aktiengesellschaften, waren jedoch dem Charakter nach Genossenschaften, die bestrebt waren, den Mitgliedern gute Lebensmittel zu beschaffen und so billig als möglich abzugeben.

## Konsumverein Zürich
Die Gründung des Konsumvereins Zürich erfolgte am 26. September 1851 in der Form einer Assoziation zum Ankauf von Zigarren und Hemdtuch, um gemäss Statuten den Handelswucher auszuschalten. Die Initianten waren Karl Bürkli, Sohn einer Zürcher Patrizierfamilie und Frühsozialist, sowie der Lehrer und Jurist Johann Jakob Treichler, ein Schüler Wilhelm Weitlings. Bürkli taufte die Assoziation «Consumverein».
Als erstes kauften die Genossenschafter eine Ladung Zigarren, dann einen Stapel Hemdtuch, später Hafermehl, Gerste, Reis, Erbsen, Kaffee, Seife, Kerzen und Öl. Verkauft wurde ohne Gewinn, es wurde nur eine Kommissionsgebühr verrechnet. Bürkli war bis 1854 Leiter (Faktor) des Konsumvereins. Nachdem sein Experiment, in Texas ein Phalanstère nach Charles Fourier zu errichten, gescheitert war, kehrte er nach Zürich zurück und arbeitete von 1858 bis 1861 erneut als Leiter des Konsumvereins.
Der Konsumverein mit seinen Filialen und Ablegern war zugleich eine Art frühsozialistische Parteiorganisation. Die beiden wichtigsten Funktionäre dieser Gesellschaft, Johann Jakob Treichler und Jakob Bürkli, wurden in den Kantonsrat gewählt. 1853 bestanden bereits fünf Konsumläden, und 1854 zählte der Consumverein Zürich 2'450 Mitglieder, und der Umsatz betrug jährlich über 600'000 Franken. Es waren meist Arbeiter der Zürcher Industriebetriebe, vor allem aus der späteren Escher Wyss, die Anteilscheine zeichneten.

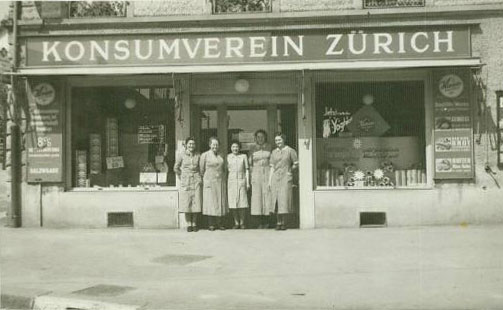
Konsumverein Zürich

Die grossen Erfolge des Konsumvereins Zürich blieben nicht ohne Einfluss auf die Umgebung. Bald konstituierten sich Konsumvereine in Rüschlikon, Affoltern am Albis, Altstetten, Brüttisellen, Rorbas, Schwamendingen und Wollishofen, kurz darauf in Horgen und Thalwil. Im Laufe des Jahres 1853 bildeten sich über 30 Konsumvereine im Kanton Zürich. 1861 verlor Karl Bürkli wegen innerer Streitigkeiten seine Stelle als Verwalter. 1858 beschloss der KVZ, keine weiteren Mitglieder mehr aufzunehmen. Der Konsumverein Zürich wurde 1878 in eine geschlossene Aktiengesellschaft umgewandelt, die ihre Dividende auf die bisherigen Mitglieder beschränkte. Dem 1890 gegründeten Verband Schweizerischer Konsumvereine (VSK, 1969 in Coop umbenannt) schloss sich der Konsumverein Zürich nicht an.

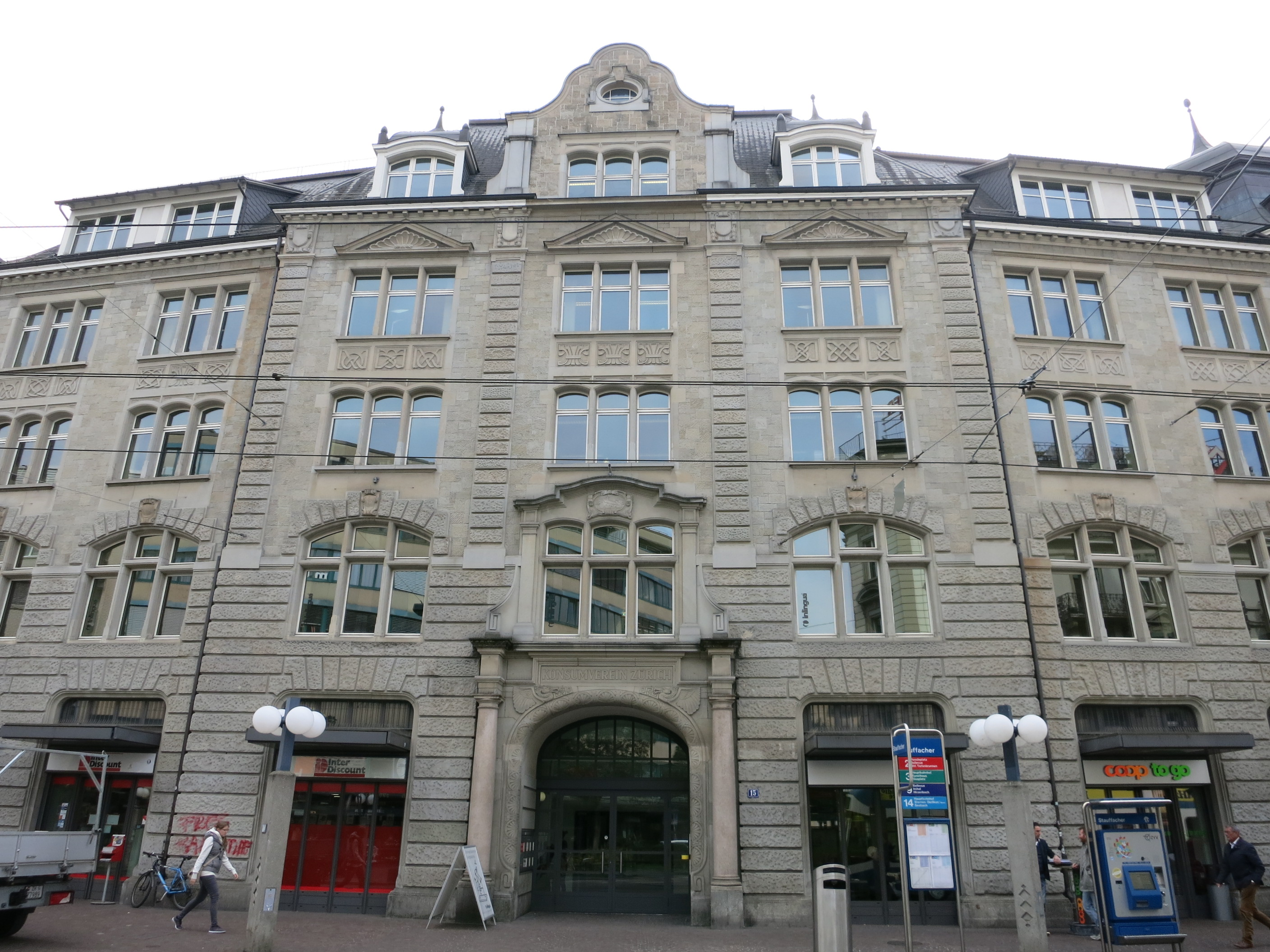
Ehemaliges Verwaltungsgebäude des Konsumvereins Zürich von 1906, Architekt Adolf Asper

Die erste KVZ-Filiale (heute «BachserMärt Paradiesli») bestand von 1920 bis 1981 in Zürich-Seefeld. In der Stadt Zürich und in der Agglomeration entstand mit weiteren KVZ-Filialen eine Ladenkette. Die Filialen wurden später in «K3000»-Läden umbenannt. 1977 wurde in der damals neuen Wohnsiedlung Am Suteracher in Zürich-Altstetten ein Lebensmittelladen des K3000 gebaut. 1987 wurde an der Stelle einer früheren KVZ-Filiale das Einkaufszentrum Letzipark erstellt, in dem der Konsumverein mit einer modernen, grosszügig bemessenen «K3000»-Vorzeigefiliale und einer Filiale des Discounters «Billi» vertreten war.
1991 erwarb der Coop eine Mehrheitsbeteiligung am Konsumverein Zürich, dem 1995 die komplette Übernahme folgte. Die Übernahme war möglich geworden, weil das genossenschaftliche Kopfstimmprinzip vom KVZ aufgegeben wurde. Mit der Umwandlung von 45 KVZ-Filialen in «Coop»-Filialen verschwand bis 1996 der Name «K3000» vom Schweizer Markt. Der Weinhandel wurde verkauft und die Grossbäckerei und Weinkellerei geschlossen. Im März 1998 wurde die KVZ-Imbisskette Lord Sandwich aufgegeben und als Coop Take It neu eröffnet.
Das KVZ-Expansionsobjekt, der Harddiscounter Billi, wurde vorerst durch den KVZ weitergeführt und 1998 an Denner verkauft. Dreizehn K3000-Läden der KVZ-Gruppe gingen zu Spar, die seit 1989 im Schweizer Detailhandel mitmischt.